# Burley Castle

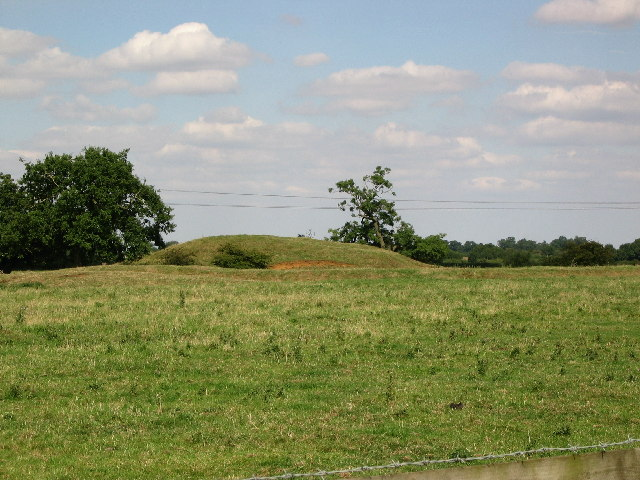
Mound in Alstoe

Burley Castle, auch Alstoe genannt, ist eine abgegangene Burg drei Kilometer nordöstlich des Dorfes Burley in der englischen Grafschaft Rutland. Alstoe war der Name einer Harde.
Die bis heute erhaltenen Erdwerke legen die frühere Existenz einer Motte vom Ende des 11. oder Anfang des 12. Jahrhunderts nahe.